# Apostolisches Vikariat Caroní
Das Apostolische Vikariat Caroní (lat.: Apostolicus Vicariatus Caronensis, span.: Vicariato Apostólico de Caroní) ist ein im Bundesstaat Bolívar in Venezuela gelegenes römisch-katholisches Apostolisches Vikariat mit Sitz in Santa Elena de Uairén, das zudem Verwaltungssitz des Bezirks Gran Sabana ist.

## Geschichte
Das Apostolische Vikariat Caroní wurde am 4. März 1922 durch Papst Pius XI. aus Gebietsabtretungen des Bistums Santo Tomás de Guayana errichtet. Am 30. Juli 1954 gab das Apostolische Vikariat Caroní Teile seines Territoriums zur Gründung des Apostolischen Vikariates Tucupita ab.

## Apostolische Vikare von Caroní
- Benvenuto Diego Alonso y Nistal OFMCap, 1923–1938
- Constantino Gómez Villa OFMCap, 1938–1967
- Mariano Gutiérrez Salazar OFMCap, 1968–1995
- Santiago Pérez Sánchez, 1993–1994
- Jesús Alfonso Guerrero Contreras OFMCap, 1995–2011, dann Bischof von Machiques
- Felipe González González OFMCap, 2014–2021
- Gonzalo Alfredo Ontiveros Vivas, seit 2021

## Weblinks

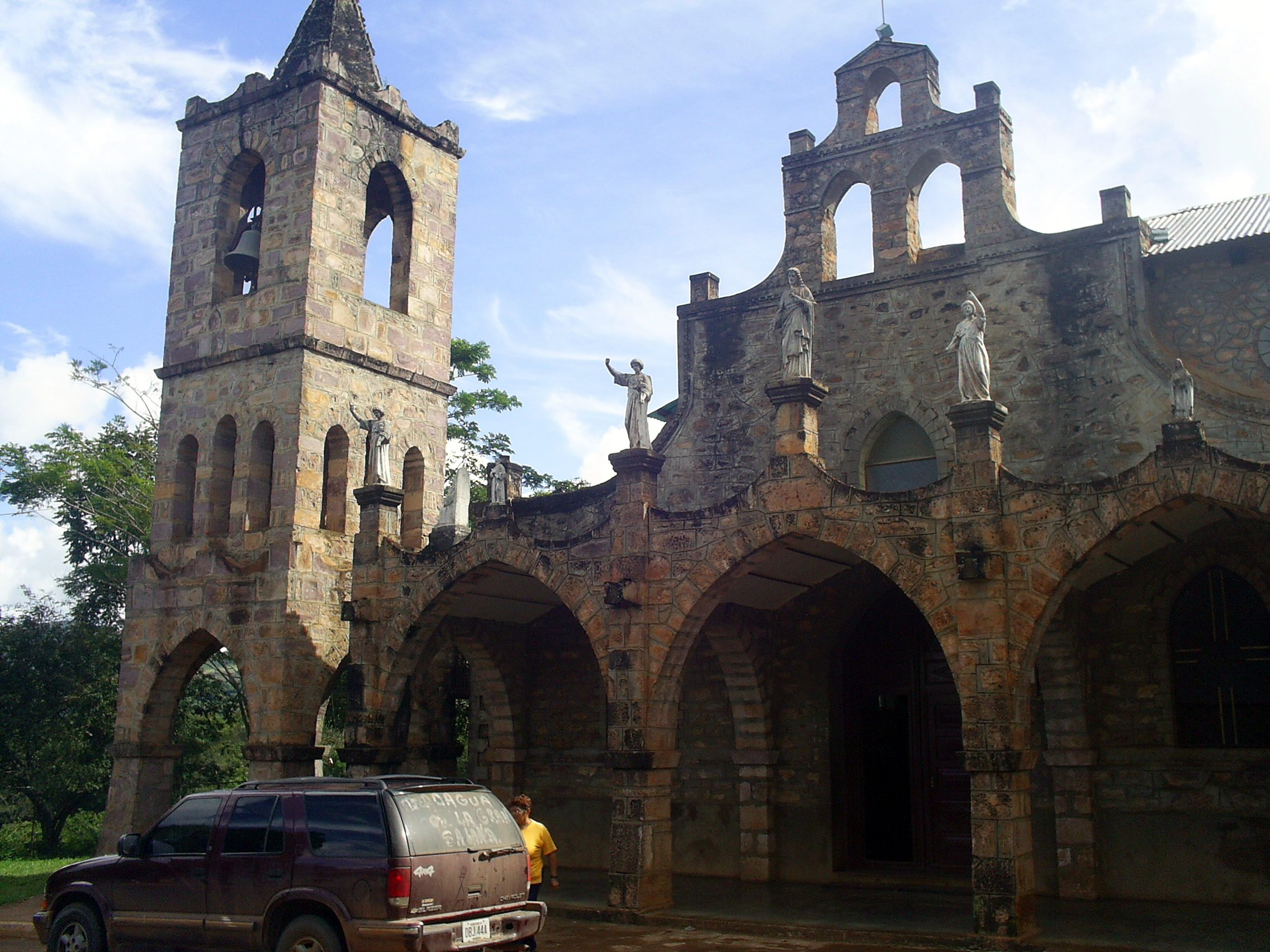
Kathedrale Santa Elena in Santa Elena de Uairén